# Косоуров Олексій Олександрович
Олексій Олександрович Косоуров (рос. Алексей Александрович Косоуров; 29 липня 1979, м. Пенза, СРСР) — російський хокеїст, нападник.
Вихованець хокейної школи «Дизель» (Пенза). Виступав за «Молот-Прикам'є» (Перм), «Дизель» (Пенза), «Хімік» (Воскресенськ), «Нафтовик» (Альметьєвськ), «Ак Барс» (Казань), ЦСКА (Москва), «Торпедо» (Нижній Новгород), «Амур» (Хабаровськ), «Сариарка» (Караганда), «Металург» (Новокузнецьк).